# 聯合國安全理事會第86號決議
《聯合國安理會86號決議》是1950年9月26日在聯合國安全理事會第503次會議通過的。安理會認定印度尼西亞共和國是一個愛好和平的國家，符合聯合國憲章第四條的條件，因此這項決議建議聯合國大會允許印度尼西亞共和國成為會員國。
該決議在中華民國的棄權下，以10票對0票通過。

## 外部連結
- 86號決議全文 （页面存档备份，存于）